# Instituto Vital Brazil
Instituto Vital Brazil é um dos laboratórios oficiais existentes no Brasil. Atende a todo o setor público, com a produção de soros e medicamentos de uso humano. Realiza estudos e pesquisas no campo farmacêutico, biológico, econômico e social. 
O Instituto Vital Brazil foi criado em 3 de junho de 1919, pelo médico Vital Brazil Mineiro da Campanha. Fica no bairro de Vital Brasil, na cidade de Niterói, RJ. O Instituto Vital Brazil tem também uma filial em Cachoeiras de Macacu, a Fazenda Vital Brazil, inaugurada em 28 de abril de 2010, onde são criados os cavalos que fazem parte do processo de produção de soro.
É uma sociedade por Ações, de Economia Mista, dotada de personalidade jurídica de direito privado, adquirida da família Vital Brazil pelo Estado do Rio de Janeiro por autorização da Lei Estadual nº 2.284 de 10 de julho de 1956. É um órgão da Administração Indireta do Estado do Rio de Janeiro vinculado à Secretaria de Estado de Saúde com objetivos, definidos na Lei Estadual nº 942, de 18/12/85.

## Atuação
O Instituto Vital Brazil é um dos laboratórios oficiais existentes no Brasil. Atende a todo o setor público, com a produção de medicamentos, produtos biológicos e imunobiológicos de uso humano e soro antiofídico. Realiza estudos e pesquisas nos campos da ciência, além do econômico e social. Entre os imunobiológicos, destaque para os soros hiperimunes. Desde 2001, o Instituto Vital Brazil é o único a produzir soro contra picadas da aranha viúva negra, cujo veneno é muito tóxico e que pode levar à morte. A demanda é nacional.

## Prédio sede do Instituto Vital Brazil
O prédio sede do Instituto Vital Brazil é um orgulho. Trata-se de um exemplar da arquitetura brasileira, projetado e construído por Álvaro Vital Brazil, então com 34 anos, filho do cientista Vital Brazil e um dos grandes nomes da arquitetura moderna brasileira, ao lado de Lúcio Costa e Oscar Niemeyer, os irmãos Marcelo Roberto e Milton Roberto, Afonso Reidy, Gregori Warchavchik, Roberto Burle Marx e Rino Levi, grandes mestres do século XX e que marcaram o período áureo da arquitetura brasileira, entre as décadas de 30 e 60.
Trata-se de uma edificação de quatro andares, projetada e construída durante quatro anos e meio. Ocupa uma área de 4.960 m², em um terreno de 107.900 m². Usa elementos característicos do modernismo, como os grandes pilotis redondos e a fachada com pequenos quadrados de vidro, que garantem a iluminação dos corredores e salas. Como na época elevador era usado apenas para transporte de carga, a escada é larga para facilitar a passagem de funcionários, visitantes etc.

## O bairro Vital Brazil
O bairro Vital Brazil, em Niterói, é um dos menores da cidade, limita-se com São Francisco, Icaraí e Santa Rosa e surgiu em função do IVB, que instalou-se em área doada pelo governador Raul de Morais Veiga para instalação da sede do instituto, que antes funcionava em Icaraí (Rua Gavião Peixoto, 360). As "instalações melhores" foram construídas numa grande área onde até 1919 funcionava uma olaria. Esta área pertenceu às fazendas Santa Rosa e Cavalão, vendidas e parceladas. As atuais instalações foram inauguradas em 11 de setembro de 1943 com a presença do presidente da República, Getúlio Vargas.

## Unidade de produção de plasma
A Fazenda Vital Brazil foi inaugurada no dia 28 de abril de 2010. Com 17 alqueires, o espaço fica em Cachoeiras de Macacu e foi comprado com o objetivo de ser um lugar para a criação dos equinos utilizados no processo da produção de imunoglobulinas e soros hiperimunes. A Fazenda fica a aproximadamente 76 km de sede do instituto, no Km 23 da estrada RJ 122, em Cachoeiras de Macacu.
As particularidades das atividades da Fazenda Vital Brazil estabelecem necessidades específicas de funções e fluxos para elaboração do planejamento de seus ambientes e edificações. Além de oferecer as condições ambientais da preservação de reservas naturais da Mata Atlântica existente, conforme estabelecido pela legislação ambiental rural do Brasil, foi necessário adequar as suas áreas produtivas ao atendimento principal de criação dos equinos que servem à etapa de produção de plasmas hiperimunes, como insumo farmacêutico ativo (IFA) para a produção de soros. As instalações da fazenda já estão sendo utilizadas por alunos de Veterinária da UFF para aulas práticas e estão abertas a outras faculdades públicas e privadas que queiram fazer convênio com o Vital Brazil. 
O Instituto Vital Brazil construiu na Fazenda Vital Brazil a Central de Produção de Plasmas Hiperimunes, que é uma das mais modernas do país. O local tem área classificada para manter a qualidade do ar interno. A pressão interna é controlada de maneira que o ar sujo não entra no ambiente, o que é importantíssimo para a questão de limpeza e assepsia do local, já que neste laboratório é feita a separação do plasma das hemácias do sangue do cavalo, além do armazenamento do plasma até envio ao Instituto Vital Brazil. O laboratório da Central de Produção de Plasmas Hiperimunes é uma edificação com 127 m² e com os requisitos de controle e qualidade do ar de áreas limpas.
As áreas dos galpões de apoio à Central de Produção de Plasmas Hiperimunes têm 438m² e são totalmente cobertas e pavimentadas, com ventilação e iluminação natural,  sistema de captação das águas servidas, drenagem superficial e das pias e lavatórios,  com bancadas secas e molhadas, que permite que os animais e os profissionais do instituto possam atuar em condições compatíveis e qualificadas.
A Central de Produção de Plasma possui sistema de condicionamento e controle da temperatura do ar, grau de pureza do ar e da pressão com insuflação e exaustão por filtragem que oferecem a segurança e a qualidade necessárias às atividades desenvolvidas. Os equipamentos de climatização permitem também que o controle higrotérmico (de umidade e temperatura) ofereça condições de conforto humano compatíveis com as funções planejadas para o local. Conforme as exigências técnicas da Agência Nacional de Vigilância Sanitária (Anvisa), sobre necessidades solicitadas quanto a pressões, temperatura, número de renovações, foi necessária a instalação de um sistema composto por um condicionador de ar especial.

## Centro de Estudo e Pesquisa do Envelhecimento
No primeiro semestre de 2012, o Instituto Vital Brazil inaugurou o Centro de Estudo e Pesquisa do Envelhecimento, com o objetivo de atender os cidadãos que envelhecem, promover a saúde em seus aspectos físicos, psicológicos e sociais, com perspectiva de melhorar assim não só a sobrevida, mas a qualidade de vida dessas pessoas. 
O envelhecimento populacional é uma realidade mundial, particularmente nos países em desenvolvimento. No Brasil, os idosos já ultrapassam 10% da população total (15% no Rio de Janeiro). Dados contabilizam que, em 2025, esta população ultrapasse os 20%. Este fenômeno é determinado pela diminuição da natalidade e pelo progressivo aumento da longevidade. 
Com o envelhecimento populacional, o aumento de doenças crônicas não transmissíveis resulta em comprometimento da independência dos idosos, o que gera enormes custos pessoais, familiares e financeiros.
A concepção de um Centro de Estudos e Pesquisa do Envelhecimento é uma iniciativa pioneira no sentido de se conhecer melhor a realidade da saúde do idoso em nosso Estado. A pesquisa científica baseada em experiências no campo ambulatorial possibilita a elaboração de um banco de dados no qual será baseada a elaboração de políticas públicas voltadas para o cidadão idoso e a capacitação dos profissionais de saúde e outras categorias profissionais em cuidados geriátricos e gerontológicos.
O Centro de Estudo e Pesquisa do Envelhecimento tem finalidade de pesquisa baseada em assistência, possibilitando a coleta de informações essenciais para o planejamento das estratégias de atendimento das demandas dessa faixa etária e permitindo que sejam estabelecidas políticas públicas de saúde do idoso.

## Museu Vital Brazil
Na cidade de Campanha, a mais antiga do Sul de Minas Gerais, a casa onde o cientista nasceu abriga hoje um pequeno museu. Construída em 1830, com arquitetura do período colonial, possui telhas feitas a mão por escravos e paredes de pau-a-pique. Ali estão expostos aos visitantes pesquisas, documentos, certidões, fotografias e livros. Inaugurado aconteceu em 1988, o local funciona hoje como centro divulgador dos trabalhos e da vida do cientista.